# Proboscitermes
Proboscitermes es un género de termitas  perteneciente a la familia Termitidae que tiene las siguientes especies:
1. Proboscitermes mcgrewi
2. Proboscitermes tubuliferus